# Katharina Kleinen-von Königslöw
Katharina Kleinen-von Königslöw (* 7. April 1975 in Braunschweig) ist eine deutsche Kommunikationswissenschaftlerin.

## Leben
Von 1995 bis 2002 studierte sie Kommunikationswissenschaft, Soziologie und amerikanische Kulturgeschichte in München. Von 2003 bis 2010 war sie wissenschaftliche Mitarbeiterin im Forschungsprojekt „Die Transnationalisierung von Öffentlichkeit am Beispiel der EU“ im Sonderforschungsbereich 597 „Staatlichkeit im Wandel“ in Bremen. Von 2010 bis 2015 war sie Universitätsassistentin am Institut für Publizistik- und Kommunikationswissenschaft der Universität Wien. 2015 wurde sie Assistenzprofessorin für politische Kommunikation am Institut für Publizistikwissenschaft und Medienforschung der Universität Zürich. Nach der Promotion 2008 an der Jacobs University Bremen ist sie seit 2016 Professorin für Kommunikationswissenschaft, insbesondere digitalisierte Kommunikation und Nachhaltigkeit, an der Universität Hamburg.
Ihre Forschungsinteressen sind Inhalte, Rezeption und Wirkung politischer Kommunikation (insbesondere über soziale Netzwerke und/oder Smartphones), Debatten über nachhaltige (klimafreundliche) Lebensstile in sozialen Netzwerken, Transformationen politischer Öffentlichkeit durch Digitalisierung: Individualisierung, Transnationalisierung und Entertainisierung, Dysfunktionalitäten digitaler Öffentlichkeiten: Fehl- und Falschinformationen, Informations- und Meinungsblasen, transnationale Kommunikation und internationaler Vergleich von Mediensystemen und -kulturen und quantitativen und qualitativen Methoden, insbesondere digitale Methoden.
2020 wurde sie zum Mitglied der Academia Europaea gewählt.

## Schriften (Auswahl)
- mit Hartmut Wessler, Bernhard Peters, Michael Brüggemann und Stefanie Sifft: Transnationalization of public spheres. Basingstoke 2008, ISBN 978-0-230-00837-3.
- Die Arenen-Integration nationaler Öffentlichkeiten. Der Fall der wiedervereinten deutschen Öffentlichkeit. Wiesbaden 2010, ISBN 978-3-531-16988-0.
- mit Andreas Hepp, Michael Brüggemann, Swantje Lingenberg und Johanna Möller: Politische Diskurskulturen in Europa. Die Mehrfachsegmentierung europäischer Öffentlichkeit. Wiesbaden 2012, ISBN 3-531-17863-6.
- mit Kati Förster (Hg.): Medienkonvergenz und Medienkomplementarität aus Rezeptions- und Wirkungsperspektive. Baden-Baden 2014, ISBN 978-3-8487-1521-3.